# Tommaso Morosini
Tommaso Morosini (n. cca. 1170/1175, Veneția – iulie 1211, Salonic) a fost primul patriarh latin de Constantinopol, ales în 1204.
T. Morosini, pe atunci subdiacon, a fost ales patriarh de către venețieni, imediat după cucerirea Constantinopolului din 1204, în cadrul Cruciadei a patra, și a instaurării Imperiului Latin pe ruinele fostului Imperiu bizantin. Potrivit Partitio terrarum imperii Romaniae, scaunul patriarhal urma să fie ocupat de către un reprezentant al acelei părți dintre cruciați din rândul cărora nu va fi ales împăratul. Dat fiind că pe tronul imperial a urcat Balduin de Flandra, noul patriarh trebuia astfel să fie numit de către venețieni.
La început, alegerea lui Morosini a fost contestată ca fiind necanonică de către papa Inocențiu al III-lea, însă în 1205 suveranul pontif a fost nevoit să recunoască alegerea lui Morosini ca pe un fapt împlinit. Perioada lui Morosini în fruntea bisericii latine din Constantinopol a fost tulburată și a condus la o pierdere de prestigiu pentru Biserica catolică. Relația sa cu curtea împăratului Henric I a fost încordată ca urmare a unor probleme legate de jurisdicție, a unor acuzații referitoare la delapidări de fonduri din tezaurul din Hagia Sophia, dar mai ales a promovării de către Tommaso Morosini a clerului venețian exclusiv. În egală măsură, Morosini a înregistrat un eșec și în ceea ce privește chestiunea reconcilierii Bisericii ortodoxe cu dominația catolică; ca urmare, supușii greci și-au îndreptat încrederea către Imperiul de la Niceea. După încetarea sa din viață în iulie 1211, scaunul patriarhal a rămas vacant până în noiembrie 1215, când a avut loc alegerea episcopului Gervasius de Heraclea.